# Belos
Belos var en kung av Egypten i grekisk mytologi.
Han var son till guden Poseidon och prinsessan Libya av Memfis. Han var gift med najaden Ankhione och de hade tillsammans sönerna Aigyptos, Danaos, Kepheus och Phineus. Han var tvillingbror till Agenor.